# Lee Ranaldo
Lee Ranaldo, ameriški pevec in kitarist noise glasbene skupine Sonic Youth, * 3. februar 1956, ZDA.

## Diskografija (solo)
- From Here to Infinity (1987)
- A Perfect Day EP (1992)
- Scriptures of the Golden Eternity (1993)
- Broken Circle / Spiral Hill EP (1994)
- East Jesus (1995)
- Clouds (1997)
- Dirty Windows (1999)
- Amarillo Ramp (For Robert Smithson) (2000)
- Outside My Window The City Is Never Silent - A Bestiary (2002)
- Text Of Light (2004)
- Maelstrom From Drift (2008)
- Countless Centuries Fled Into The Distance Like So Many Storms EP (2008)

& Lydia Lunch
- No Excuse b/w A Short History of Decay (7" / Figurehead, 1997)